# Политехник (футбольный клуб, Ереван)
«Политехник» — советский футбольный клуб из Еревана. Основан не позднее 1976 года.

## Достижения
- В третьей лиге СССР — 21 место (в зональном турнире третьей лиги 1990 год).
- Серебряный призер чемпионата Армянской ССР (1976).